# Брук Шийлдс
Брук Криста Шийлдс (на английски: Brooke Christa Shields) е американска актриса и модел.

## Кариера
Започва кариерата си като дете и спечелва признанието на критиците си още на 12-годишна възраст с ролята си във филма на Луи Мал „Хубавицата“ (1978), в който играе проституиращо момиче в Ню Орлиънс в началото на 20 век. Шийлдс продължава да се изявява като манекенка до края на тийнейджърските си години и участва в няколко драми през 1980-те години, сред които „Синята лагуна“ (1980) и „Безкрайна любов“ (1981).
През 1983 г. преустановява кариерата си като модел и започва да учи в Принстънския университет, завършвайки с бакалавърска степен по романски езици.
През 1990-те години Шийлдс се завръща към актьорското майсторство и играе малки филмови роли. Участва в ситкомите на NBC Suddenly Susan (1996 – 2000), за който два пъти е номинирана за Златен глобус, и „Триумфът на червилата“ (2008 – 2009). През 2017 г. участва в 19-и сезон на сериала „Закон и ред: Специални разследвания“. От 2014 г. озвучава Бевърли Гудман в анимационния сериал на Adult Swim Mr. Pickles.